# Grandes canciones (álbum de Roberto Carlos)
Grandes Canciones é uma coletânea de sucessos em idioma castelhano do cantor e compositor Roberto Carlos. O álbum ganhou disco de ouro no México, por vendas superiores a 75 mil cópias.

## Faixas
CD1
1. Emociones (Emoções)
2. Detalles (Detalhes)
3. Jesucristo (Jesus Cristo)
4. Un millón de amigos (Eu Quero Apenas)
5. La distancia (A Distância)
6. El día que me quieras
7. Que será de ti (Como Vai Você)
8. Propuesta (Proposta)
9. Amada amante
10. La paz de tu sonrisa (Na Paz Do Teu Sorriso)
11. Cama y mesa (Cama e Mesa)
12. Desahogo (Desabafo)
13. Si el amor se va
14. Desayuno (Café Da Manhã)
15. No te apartes de mi (Não Se Afaste De Mim)

CD2
1. Luz divina
2. Amigo
3. Lady Laura
4. Mujer pequeña (Mulher Pequena)
5. La montaña (A Montanha)
6. Amante a la antigua (Amante À Moda Antiga)
7. Abrázame así
8. Esta tarde vi llover
9. Símbolo sexual (Símbolo Sexual)
10. Por ella
11. El gato que está triste y azul (Un Gato Nel Blu)
12. Tengo que olvidar
13. Cóncavo y convexo (O Côncavo e o Convexo)
14. El amor y la moda (O Amor é a Moda)
15. Camionero (Caminhoneiro)